# Елевферий (Козорез)
Архиепи́скоп Елевфе́рий (в миру Юрий Феофанович Козорез; 17 сентября 1953, село Обаров, Ровненский район, Ровенская область, Украинская ССР — 4 июня 2021, Шымкент, Республика Казахстан) — епископ Русской православной церкви, архиепископ Чимкентский и Таразский (1991—2021). Тезоименитство — 4 (17) августа.

## Биография
Родился 17 сентября 1953 года в селе Обарове Ровенской области УССР в крестьянской семье. В 1970 году окончил среднюю школу.
В 1979 году окончил Московскую духовную семинарию, в 1984 году — Московскую духовную академию со степенью кандидата богословия.
13 апреля 1985 года епископом Алма-Атинским и Казахстанским Евсевием (Савиным) был рукоположён во диакона, 17 октября того же года — во иерея и назначен ключарём кафедрального Никольского собора города Алма-Аты.
С октября 1986 года — настоятель Никольского храма города Чимкента, благочинный храмов на территории Южно-Казахстанской и Кызылординской областей.
26 марта 1987 года пострижен в монашество с именем Елевферий в честь священномученика Елевферия Кувикулария. В 1988 года возведён в сан игумена.
В январе 1991 года решением Священного Синода Русской православной церкви определен быть епископом Чимкентским и Целиноградским. 14 февраля 1991 года возведён в сан архимандрита. 15 февраля 1991 года хиротонисан во епископа Чимкентского и Целиноградского.
16 июля 1993 года титул изменён на «Чимкентский и Акмолинский».
С 5 мая 1995 года член группы по планированию возрождающейся православной миссии Русской православной церкви на её канонической территории.
С 16 июля 1995 года член Православной Казахстанской межепархиальной комиссии.
С 7 октября 2002 года по 7 мая 2003 года управлял также Астанайской и Алма-Атинской епархией.
29 февраля 2004 года патриархом Московским и всея Руси Алексием II был возведён в сан архиепископа.
25 марта 2011 года Синодом Митрополичьего округа Русской православной церкви в Республике Казахстан назначен председателем Церковного суда Митрополичьего округа.
5 октября 2011 года в связи с образованием Кокшетауской епархии титул изменён на Чимкентский и Таразский.
В конце мая 2021 года госпитализирован с тяжёлым течением коронавирусной инфекции. Скончался 4 июня 2021 года от тромбоэмболии. 6 июня 2021 года митрополит Астанайский и Казахстанский Александр возглавил отпевание епископа Елевферия в Никольском кафедральном соборе в Шымкенте. Погребён в тот же день у алтаря Никольского кафедрального собора.

## Награды
Церковные
- Орден преподобного Сергия Радонежского II степени
- Орден святого преподобного Серафима Саровского II степени
- Орден святого благоверного князя Даниила Московского III степени
- Орден святого благоверного князя Даниила Московского II степени (2013)[12]
- орден свт. Иннокентия Московского II ст. (2021);
- орден «Святитель Софония, архиепископ Туркестанский и Ташкентский, просветитель Семиречья» (Митрополичий округ в Республике Казахстан) (2021);
- Орден «Алгыс» («Благодарность») — в ознаменование 20-летия служения на Чимкентской и Акмолинской кафедре(Казахстанский митрополичий округ) (2011)[13][14];
- орден «Енбек Үшiн» (За труды) (Митрополичий округ в Республике Казахстан).

Светские:
- орден «Курмет» (орден Почета) (Казахстан) (2018);
- медаль акима Южно-Казахстанской области «Облысқа сіңірген еңбегі үшін».